# Solnice (okres Rychnov nad Kněžnou)
Solnice (německy Solnitz) je město v okrese Rychnov nad Kněžnou, kraj Královéhradecký. Žije zde přibližně 2 400 obyvatel.

## Historie
Původní osada vznikla v polovině 13. století při obchodní cestě z Čech do Kladska, ve zřejmě zděné hradbě byly tři brány – Dobrušská, Rychnovská a Kladská. Uprostřed osady byl plac (v místě dnešního náměstí), kde se scházeli obyvatelé. První písemná zmínka o obci pochází z roku 1321. Jelikož osada postupně vzkvétala a rozrůstala se, dne 18. srpna 1386 jí její majitelé Jan a Jaroslav z Meziříčí udělili městská práva a znak pánů z Meziříčí. V časných ranních hodinách ve středu 14. července 1926 navštívil město oficiálně prezident republiky T.G. Masaryk. Status města byl navrácen v roce 1991.

## Pamětihodnosti
- Kostel Umučení svatého Jana Křtitele
- Sloup se sochou Panny Marie
- Radnice na náměstí
- Zámeček Solnice
- Fara

## Části města
- Solnice
- Ještětice

## Osobnosti
- Václav Kalous (1715–1786), český skladatel chrámové hudby.
- Spisovatel Josef Ehrenberger (1815–1882) tu působil jako kaplan a farář; za zásluhy o rozvoj regionu byl jmenován čestným občanem města.[5]
- Antonín Hajn (1868–1949), český politik.
- Narodil se zde a působil kněz a politik Jan Maria Sidon (1792–1868), v roce 1848 poslanec Říšského sněmu.[6][7][8]
- H. Uden (MUDr. Jaroslav Hruška), narozený a pohřbený v Solnici, lékař a spisovatel, starosta a čestný občan města Kladna

## Fotografie

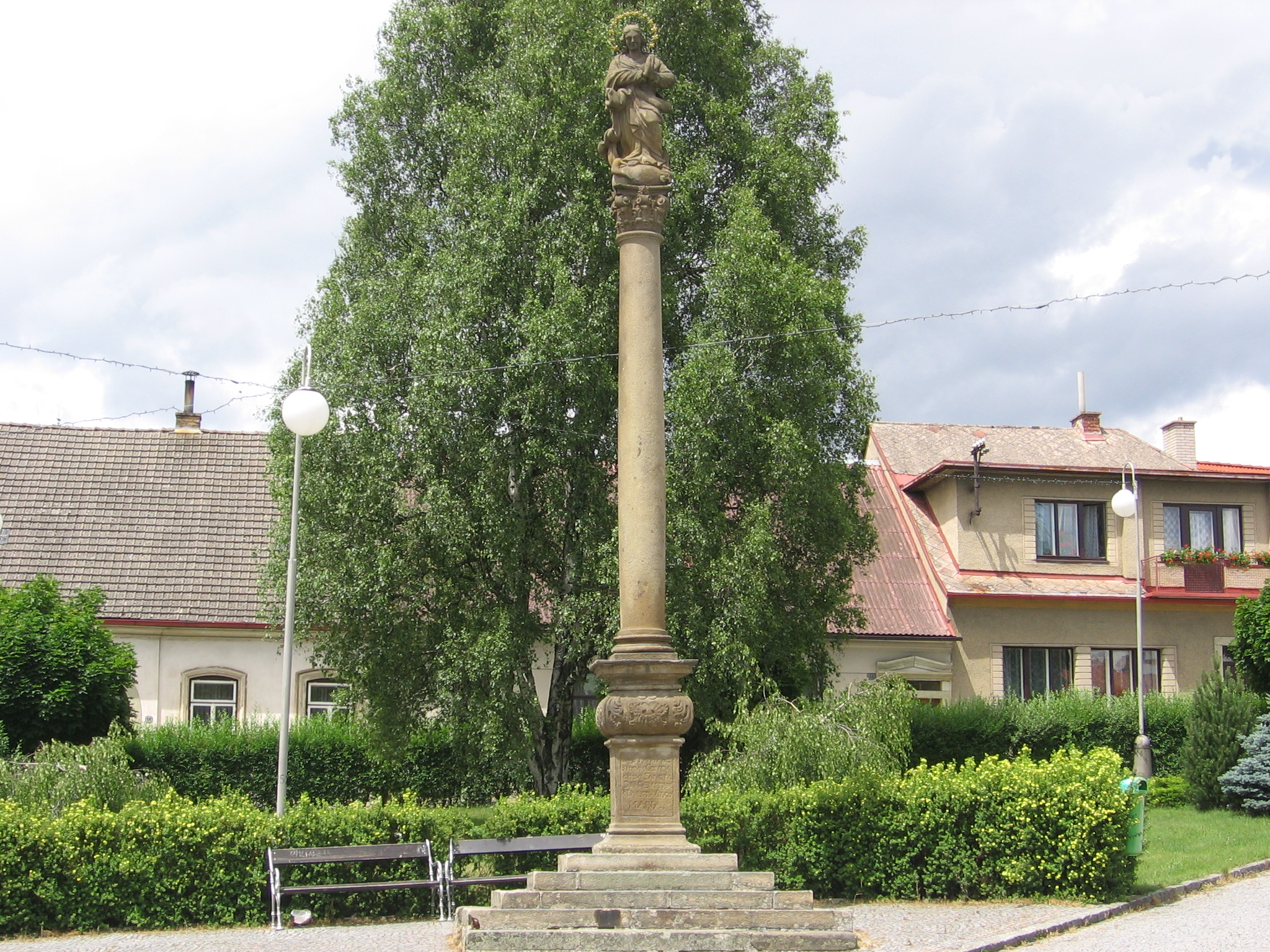
Mariánský sloup na náměstí
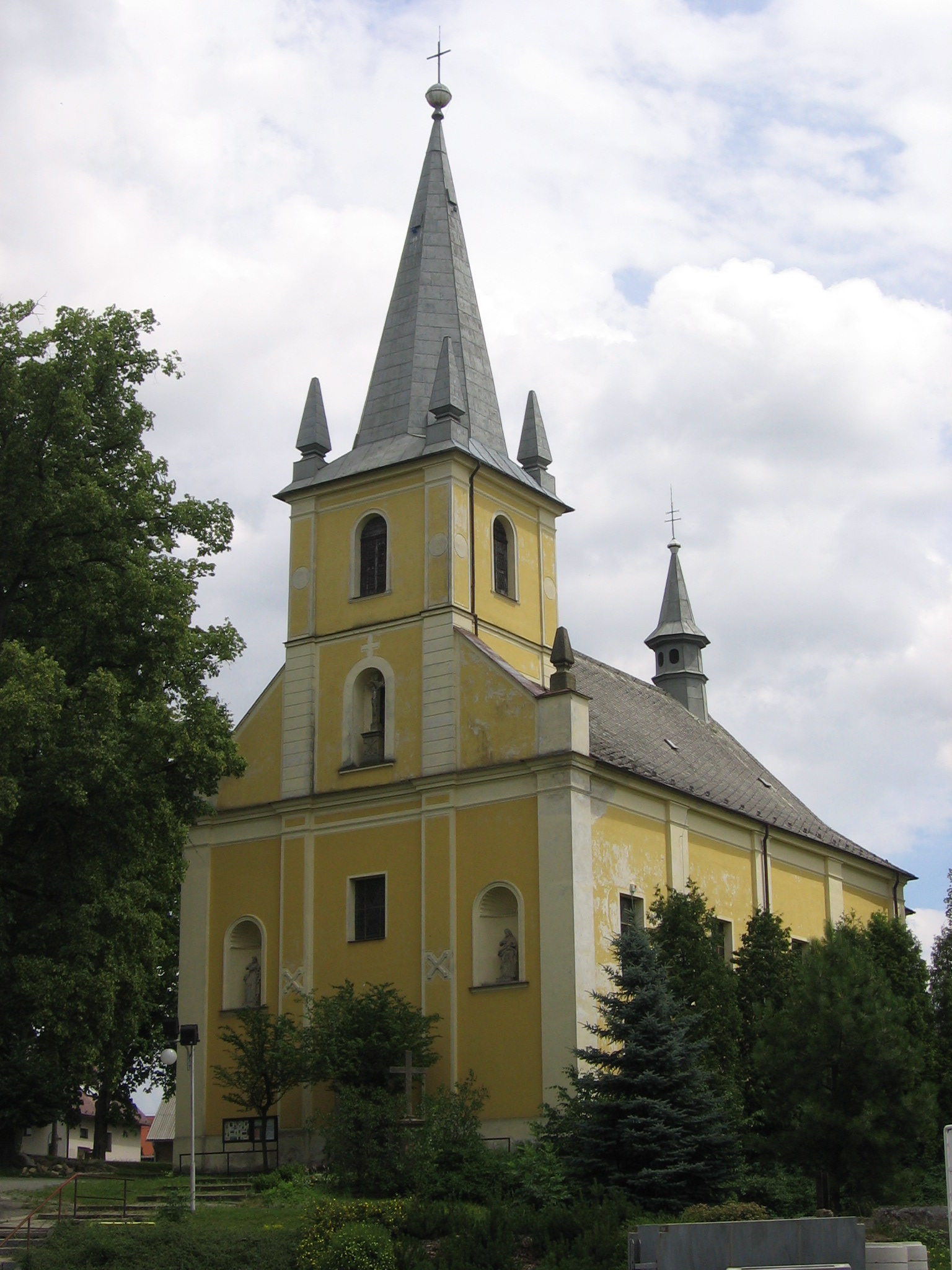
Kostel Umučení sv. Jana Křtitele
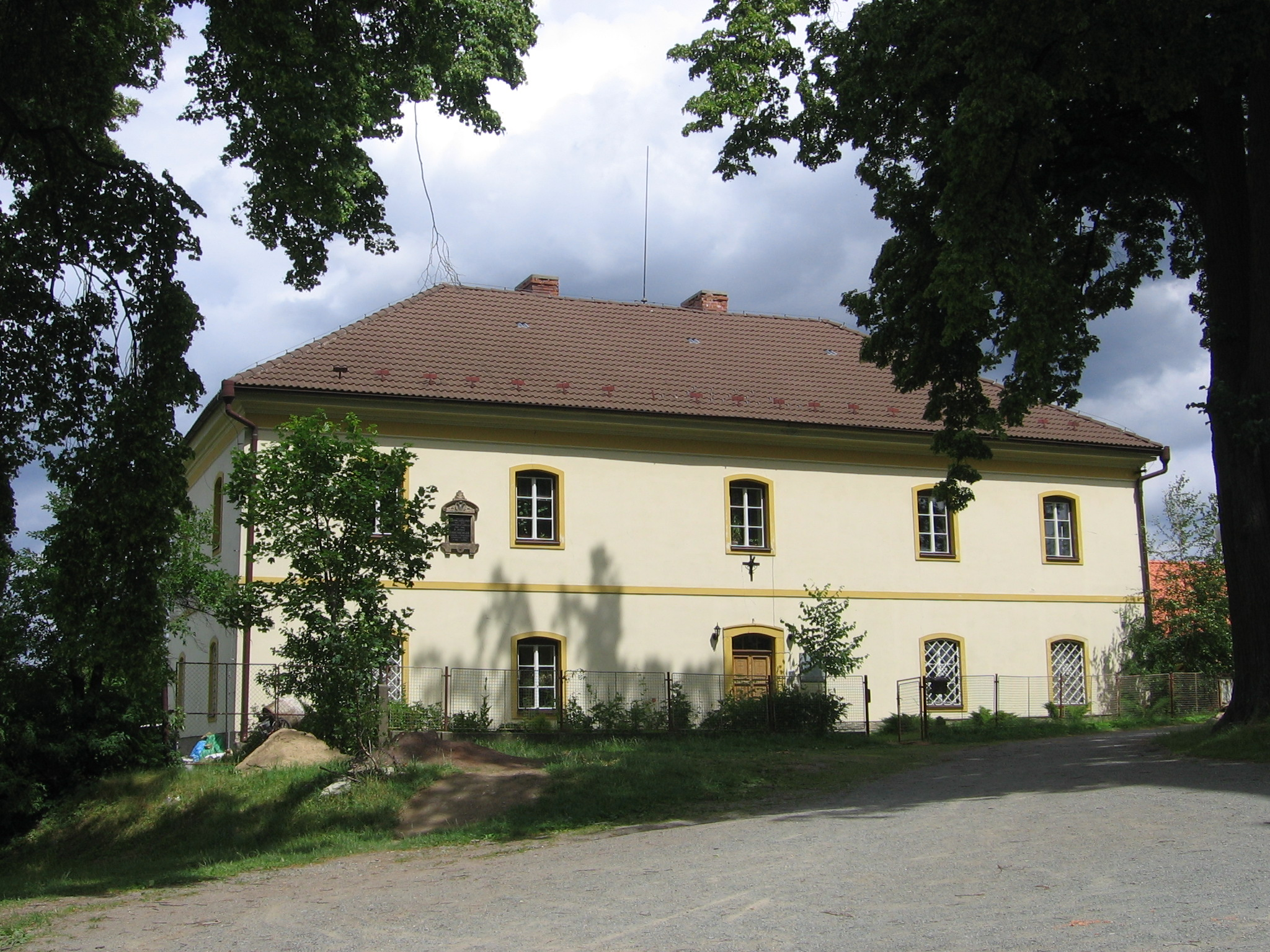
Fara
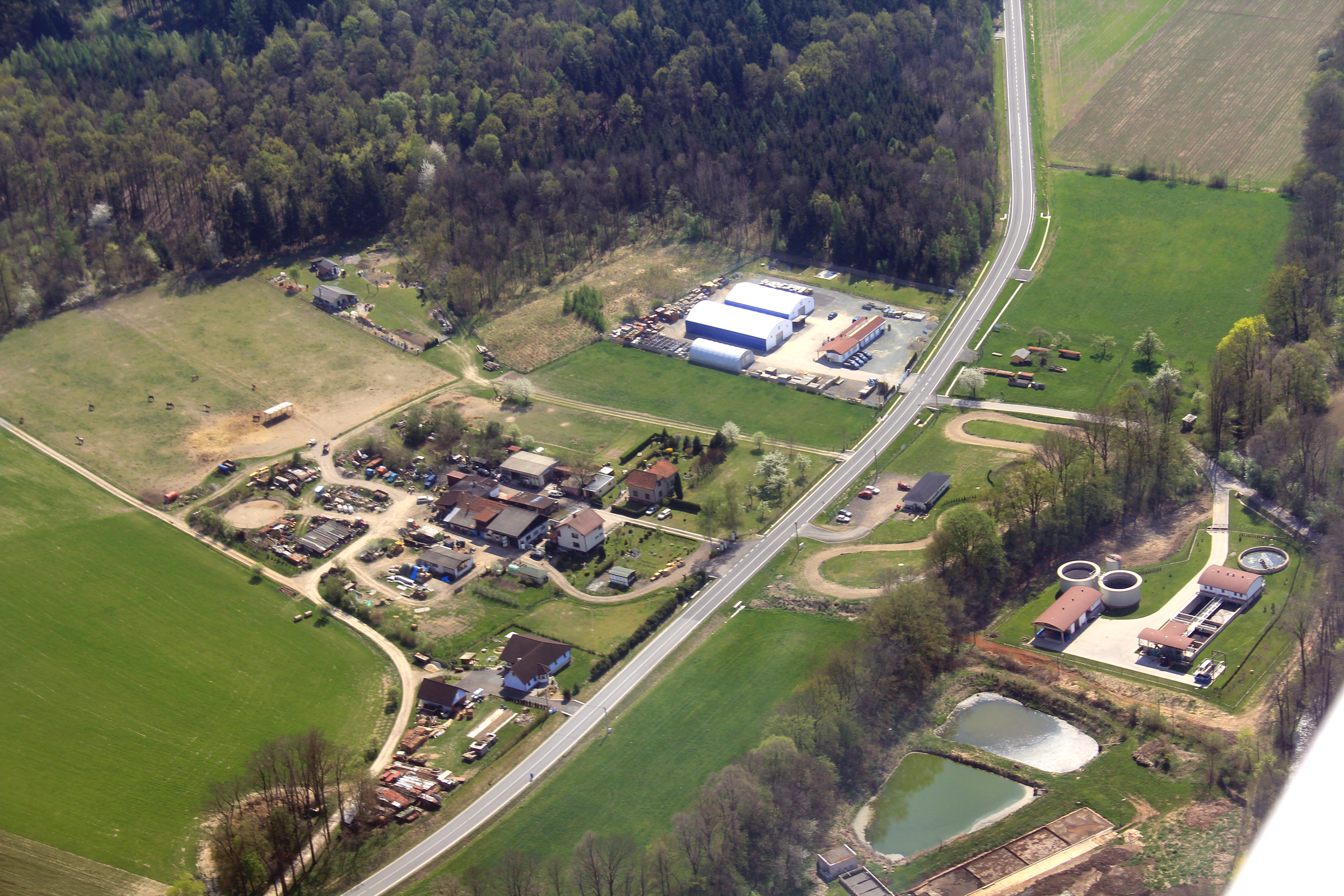
okraj města